# Casa Pallás

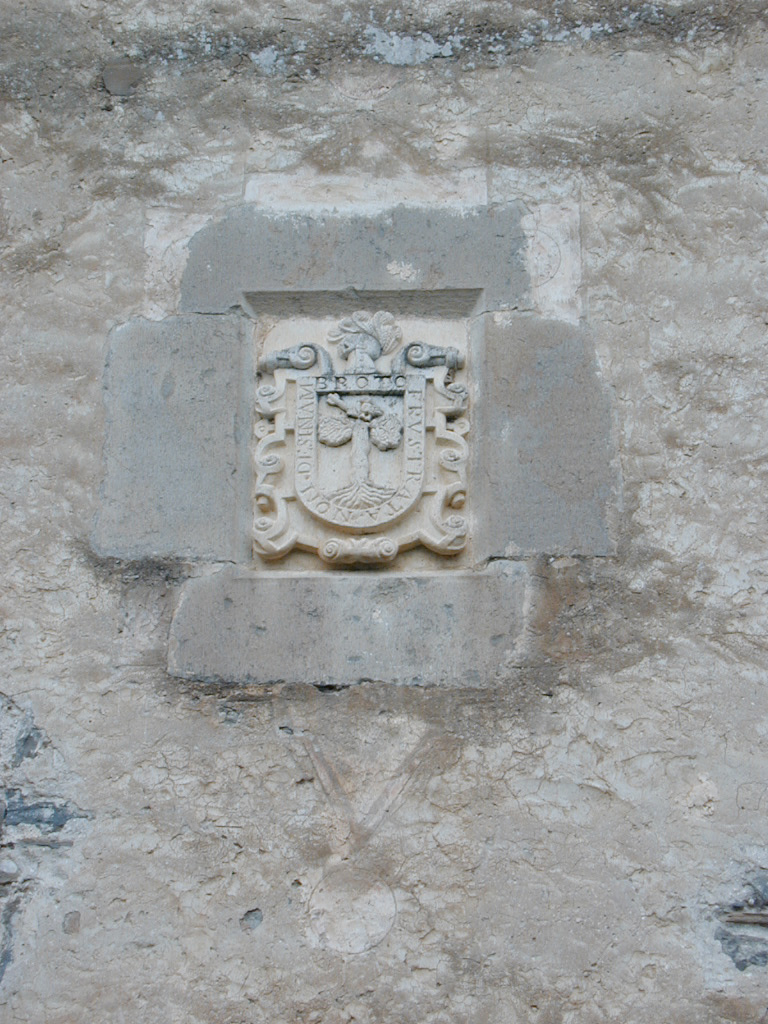
Escudo en la fachada

Casa Pallás es un Monumento declarado Bien de Interés Cultural por el Gobierno de Aragón. Se encuentra en Guaso, Sobrarbe, Aragón, España.

## Presentación
Antiguamente
era la vivienda familiar de los Broto. Esta construcción se realizó partir del siglo XVI, con sucesivas ampliaciones hasta el siglo XIX, dando fruto a una de las casas fuertes de más solera del Alto Aragón.
En la actualidad se trata de un inmueble de extraordinario interés, que integra en un solo bloque compacto numerosos elementos destacables, aparte de dos originales pajares situados a pocos metros de su fachada principal. Está considerada como una de las más casas torreadas más atrayentes del Alto Aragón y se levanta en Guaso junto a Casa Bara y a Casa Juan Broto. 

## Descripción
El edificio consta de vivienda, consistente en un gran bloque principal y numerosos añadidos posteriores, capilla
y torre. 

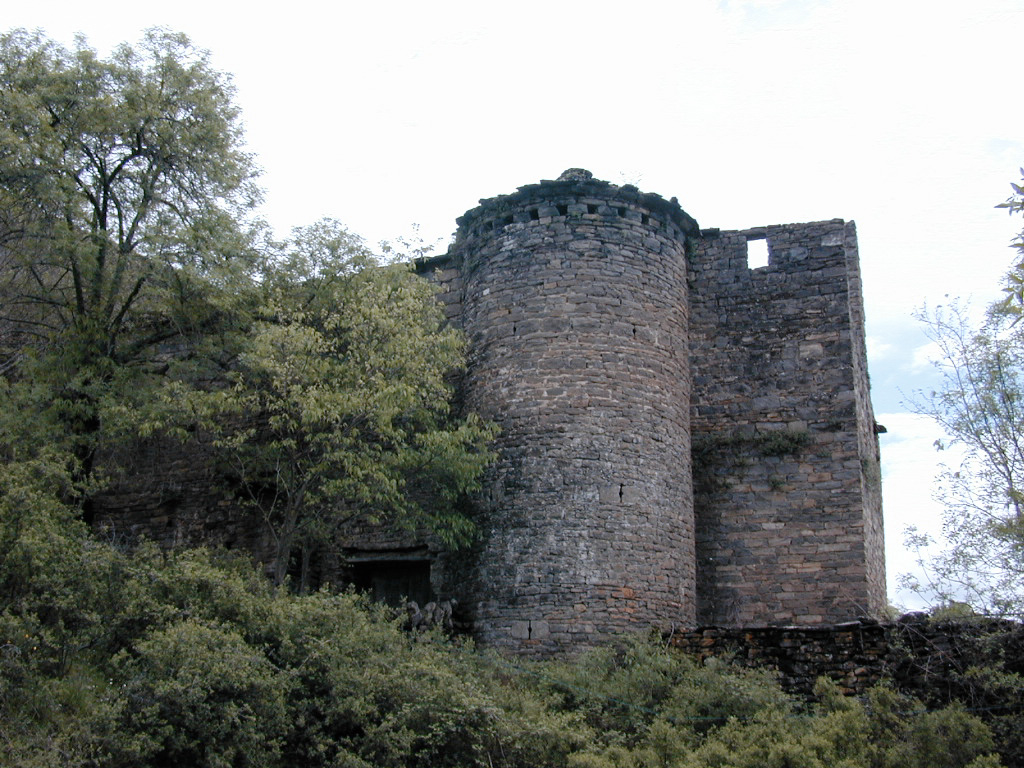
Torre de planta circular adosada en el lado oeste de Casa pallás. Guaso, Comarca de Sobrarbe

Todo el conjunto está construido en mampostería, salvo la capilla, y cubierto por losa, a dos aguas. 
La casa es un gran bloque
rectangular, de cuatro plantas, la fachada norte abre diversas ventanas y balcones, todos ellos realizados posteriormente a la construcción inicial de la casa. La fachada Este mira a una plaza o patio abierto, es maciza y ordenada en tres pisos más falsa. Destaca la puerta, descentrada, en arco de medio punto y sobre ella hay un matacán defensivo apoyado en dos ménsulas. También en el conjunto de vanos de esta fachada destacan dos ventanas decoradas. Además debe subrayarse un escudo con la siguiente inscripción: “BROTO FRUSTRATA NON DESINAM”. Junto a esta fachada se encuentra la capilla, dedicada a Santa María Magdalena. También  son de gran interés los pajares colindantes.

## Historia
La construcción original data del SXVI pero las modificaciones y ampliaciones de la casa han sido muy numerosas.